# Perrysburg (Ohio)
Perrysburg és una població dels Estats Units a l'estat d'Ohio. Segons el cens del 2000 tenia 16.945 habitants.

## Demografia
Segons el cens del 2000, Perrysburg tenia 16.945 habitants, 6.592 habitatges, i 4.561 famílies. La densitat de població era de 733,5 habitants per km².
Dels 6.592 habitatges en un 38% hi vivien nens de menys de 18 anys, en un 61,1% hi vivien parelles casades, en un 6,3% dones solteres, i en un 30,8% no eren unitats familiars. En el 27,8% dels habitatges hi vivien persones soles el 14,2% de les quals corresponia a persones de 65 anys o més que vivien soles. El nombre mitjà de persones vivint en cada habitatge era de 2,55 i el nombre mitjà de persones que vivien en cada família era de 3,18.
Per edats la població es repartia de la següent manera: un 29% tenia menys de 18 anys, un 5,6% entre 18 i 24, un 28,3% entre 25 i 44, un 24% de 45 a 60 i un 13% 65 anys o més.
L'edat mediana era de 38 anys. Per cada 100 dones de 18 o més anys hi havia 86,5 homes.
La renda mediana per habitatge era de 62.237 $ i la renda mediana per família de 75.651 $. Els homes tenien una renda mediana de 56.496 $ mentre que les dones 31.401 $. La renda per capita de la població era de 29.652 $. Aproximadament l'1,5% de les famílies i el 2,8% de la població estaven per davall del llindar de pobresa.

## Poblacions més properes
El següent diagrama mostra les poblacions més properes.